# أحمد عبد الرحيم إيشو
أحمد عبد الرحيم إيشو هو لاعب كرة قدم مصري يلعب في مركز خط الوسط في نادي الزمالك ومنتخب مصر تحت 20 سنة.